# Clavija clavata
Clavija clavata là một loài thực vật có hoa trong họ Anh thảo. Loài này được Decne. mô tả khoa học đầu tiên năm 1876.